# More (Bibel)
Mit More (hebräisch מוֹרֶה môräh, ‚Lehrer, Wahrsager‘) werden in der Bibel zwei unterschiedliche geographische Orte näher bezeichnet. Es muss sich dabei nicht unbedingt um besiedelte Ortschaften gehandelt haben, wahrscheinlicher waren es kultische Orte.

## Terebinthe More
In Gen 12,6  wird ein Ort nahe Sichem erwähnt, an dem die Terebinthe (von) More oder Eiche (von) More zu finden sei. Abraham schlug dort sein Lager auf, als er von Haran nach Kanaan kam. Gott offenbarte sich ihm an dieser Stelle und versprach, ihm und seinen Nachkommen das Land zum Besitz zu geben. Ein weiteres Mal wird in Dtn 11,30  auf die „Terebinthen More“ (dort im Plural) Bezug genommen. 
Bei dem Baum bei Sichem, unter dem nach Gen 35,4  Jakob die „fremden Götter“ vergrub, die sich in seinem Haushalt angesammelt hatten, könnte es sich ebenfalls um die gleiche Ortsangabe handeln. Von einer  Terebinthe bei dem Heiligtum in Sichem spricht auch Jos 24,26 . Eine weitere Erwähnung dieses Ortes könnte sich in der Auseinandersetzung des Richters Abimelech mit dem Volk in Ri 9,6.37  finden, wo von einer „Zauber-Eiche“ (Vers 37) gesprochen wird. Jedoch ist in diesen Fällen der Bezug zur Terebinthe More unsicher, weil die Bezeichnung abweicht. 
Die möglichen Übersetzungen „Terebinthe/Eiche des Lehrers“, „Terebinthe/Eiche des Zauberers“ oder auch „Terebinthe/Eiche des Wahrsagers“ lassen an „Orakel-Terebinthen“ denken, also an einen kultischen Baum bzw. einen kultischen Hain, an dem Gottheiten befragt wurden.

## Hügel More
Einen anderen Ort bezeichnet der Hügel More, der in Ri 7,1  die Örtlichkeit der militärischen Auseinandersetzung zwischen Gideon und den Midianitern näher beschreibt. Demnach dürfte der Hügel More an der Nordseite der Jesreelebene, südlich vom Berg Tabor liegen.
W. Borée vermutet auch hier eine Anhöhe mit einem Orakel-Heiligtum.